# 869 Mellena
Mellena (asteróide 869) é um asteróide da cintura principal com um diâmetro de 18,52 quilómetros, a 2,1112047 UA. Possui uma excentricidade de 0,2157628 e um período orbital de 1 613,29 dias (4,42 anos).
Mellena tem uma velocidade orbital média de 18,15312045 km/s e uma inclinação de 7,83942º.
Esse asteróide foi descoberto em 9 de Maio de 1917 por Richard Schorr.